# Suleyman Sleyman
Suleyman Sleyman (Södertälje, 28 december 1979) is een voormalig Zweeds voetballer (verdediger) die zijn loopbaan in 2014 afsloot bij de Zweedse eersteklasser Syrianska FC.
Hij is net als Kennedy Bakırcıoğlu, Sharbel Touma en Jasar Takak van Aramese afkomst en lid van de Syrisch-orthodoxe kerk. Sleyman (ook wel Sulan genoemd) is een tweebenige verdediger die in de verdediging op alle posities uit de voeten kan. Hij maakte op 16-jarige leeftijd zijn debuut bij het Zweedse Syrianska FC. Na slechts een seizoen werd hij overgenomen door Hammarby IF uit Stockholm. Daar groeide Sleyman uit tot een van de publiekslievelingen.
Sleyman was aanvoerder bij Hammarby IF en tekende in september 2007 een verbeterd contract, dat afliep in december 2008. Op 13 januari 2008 maakte hij zijn interlanddebuut voor het Zweeds voetbalelftal in de wedstrijd tegen Costa Rica (0-1). In deze wedstrijd werd hij na 71 minuten vervangen door Peter Larsson.
Sleyman maakte in augustus 2008, na tien seizoenen bij de club, zijn eerste doelpunt voor Hammarby IF, tijdens de derby tegen AIK, (2-2).
Hammarby IF heeft meerdere malen geprobeerd om zijn aanvoerder te behouden voor de club. De lange Zweed gaf aan toe te zijn aan een nieuwe uitdaging. Sleyman kreeg aanbiedingen om naar Juventus, FC Twente en Tottenham Hotspur te gaan maar koos voor Syrianska FC.

## Erelijst
Hammarby
- Allsvenskan: 2001
- UEFA Intertoto Cup: 2007